# 8096 Emilezola
8096 Emilezola eller 1993 OW3 är en asteroid i huvudbältet som upptäcktes den 20 juli 1993 av den belgiske astronomen Eric W. Elst vid La Silla-observatoriet. Den är uppkallad efter den franske författaren Émile Zola.
Asteroiden har en diameter på ungefär 5 kilometer och den tillhör asteroidgruppen Nysa.